# 日本深海鰩
日本深海鰩（學名：Bathyraja pseudoisotrachys），為軟骨魚綱鰩目單鰭鰩科深海鰩屬的一種，分布於西北太平洋日本海域，深度297公尺，體長可達100公分，棲息在深海沙泥底質海域，為底棲性魚類，卵生，雌魚會產下有角的卵囊，屬肉食性，生活習性不明。